# 안재곤
안재곤(1984년 8월 15일 ~)은 대한민국의 전직 축구 선수 출신 축구 지도자이다.